# Crinum mccoyi
Crinum mccoyi är en amaryllisväxtart som beskrevs av Lehmiller. Crinum mccoyi ingår i släktet Crinum, och familjen amaryllisväxter. Inga underarter finns listade i Catalogue of Life.